# Saosis Fluctus
Il Saosis Fluctus è una struttura geologica della superficie di Venere.